# Notothlaspi australe
Notothlaspi australe är en korsblommig växtart som beskrevs av Joseph Dalton Hooker. Notothlaspi australe ingår i släktet Notothlaspi och familjen korsblommiga växter. Inga underarter finns listade i Catalogue of Life.